# Enderson Moreira
Enderson Alves Moreira (Belo Horizonte, 28 de setembro de 1971) é um treinador de futebol brasileiro. Atualmente está sem clube.

## Carreira

### Início nas categorias de base
Graduado em educação física pela Universidade Federal de Minas Gerais, iniciou a carreira no futebol profissional como preparador físico do América Mineiro em 1995, ascendendo a treinador das categorias de base no ano seguinte. No entanto, o seu inicio como treinador ocorreu de fato na Escolinha de Futebol Pequeno Craque, no bairro Letícia, Venda Nova, Belo Horizonte. Após passagem pelo Atlético Mineiro, comandou o Cruzeiro que foi campeão da Copa São Paulo de Futebol Júnior de 2007.
Treinando as categorias de base do Ipatinga em 2008, estreou na equipe profissional do clube nas últimas sete partidas da equipe no Campeonato Brasileiro de Futebol de 2008, quando esta foi rebaixada para a Série B.
Voltou a trabalhar em equipes de base do América Mineiro, Atlético Paranaense e o Inter B, onde esteve em algumas partidas do Campeonato Gaúcho de 2011.

### Fluminense
Acertou com o Fluminense no dia 21 de março de 2011, chegando para o cargo de auxiliar-técnico permanente. No entanto, comandou o elenco principal três dias depois numa partida contra o América do México, válida pela Copa Libertadores da América. Dirigiu interinamente a equipe em treze oportunidades até a chegada do técnico titular Abel Braga.

### Goiás
No dia 28 de setembro de 2011, foi anunciado pelo Goiás para substituir Ademir Fonseca. No comando da equipe, conquistou o Campeonato Goiano de 2012 e o Campeonato Brasileiro de 2012 - Série B.
Em dezembro, não renovou o contrato com o Goiás após a boa campanha no Campeonato Brasileiro e deixou o clube.

### Grêmio
O Grêmio anunciou Enderson em 16 de dezembro de 2013 com seu treinador para 2014, em substituição a Renato Gaúcho. Permaneceu no cargo até 27 de julho de 2014, após derrota em casa diante do Coritiba pela 12ª rodada do Campeonato Brasileiro.

### Santos
Em 3 de setembro de 2014, foi contratado pelo Santos e assinou contrato até o final do ano seguinte. Com ele, a equipe concluiu o Campeonato Brasileiro na nona posição. Seis meses depois, em 5 de março de 2015, Enderson deixou o cargo em comum acordo com o Peixe. Insatisfação com pedidos negados de contratações e direitos de imagem em atraso foram os motivos, segundo o então presidente do Santos, Modesto Roma Júnior.

### Atlético Paranaense
Onze dias depois de deixar o Santos, assumiu o comando técnico do Atlético Paranaense em 16 de março. Depois de 34 dias e oito jogos, onde conquistou apenas 50% de aproveitamento, Enderson Moreira foi demitido.

### Retorno ao Fluminense
Retornou ao comando técnico do Fluminense em 21 de maio de 2015, assinando até o final do ano. O treinador foi demitido no dia 16 de setembro, após a equipe sofrer uma goleada por 4–1 para o Palmeiras, completando sete jogos sem vitória no Campeonato Brasileiro. Enderson comandou o time por 26 jogos e nesse período venceu 11 vezes, empatou quatro e perdeu 11 — aproveitamento de 47,4%.

### Retorno ao Goiás
Acertou seu retorno ao Goiás em dezembro de 2015, com vínculo até o final de 2016. Depois de uma eliminação para o River-PI na Copa do Brasil, o técnico acabou conquistando o Campeonato Goiano de 2016 pelo Esmeraldino. Em junho, após maus resultados, entregou o cargo e deixou a equipe.

### América Mineiro
Foi anunciado pelo América Mineiro no dia 20 de julho, assinando até o final do Campeonato Mineiro de 2017. O treinador chegou com a difícil missão de salvar o clube do rebaixamento no Campeonato Brasileiro, pois o clube se encontrava numa difícil situação, na lanterna do campeonato com apenas oito pontos em 15 jogos.
Numa campanha irretocável, superou o gigante Internacional e sagrou-se campeão da Série B de 2017 com o Coelho, devolvendo o América à elite nacional.

### Bahia
Em 16 de junho de 2018, o América Mineiro comunicou que Enderson Moreira pediu demissão do clube para comandar o Bahia.
No dia 31 de março de 2019, com a eliminação precoce da Copa do Nordeste, foi demitido do clube baiano.

### Ceará
Foi anunciado como novo treinador do Ceará no dia 22 de abril de 2019, chegando após a demissão do técnico Lisca. Após um jejum de oito jogos no Campeonato Brasileiro, foi demitido em 1 de outubro.

### Retorno ao Ceará
Depois da demissão de Argel Fucks, o Ceará acertou o retorno de Enderson no dia 9 de fevereiro de 2020. Após 10 partidas no comando da equipe, o treinador pediu demissão e anunciou que iria para o Cruzeiro. Em sua segunda passagem pelo clube cearense, Enderson obteve seis vitórias e quatro empates, tendo assim um aproveitamento de 73,3%.

### Cruzeiro
Chegou ao Cruzeiro no dia 18 de março de 2020, substituindo Adílson Batista, que havia sido demitido. Enderson assumiu a equipe celeste com a missão de levar o clube, novamente, à primeira divisão nacional.
No dia 29 de agosto, após uma derrota 2–1 para o rival América, o empresário Pedro Lourenço, então patrocinador da equipe, disse que tiraria o patrocínio caso Enderson Moreira não fosse demitido.
Após seis partidas sem vencer, o treinador foi demitido do cargo no dia 8 de setembro.

### Retorno ao Goiás
Após a demissão de Thiago Larghi, Enderson teve o seu retorno oficializado pelo Goiás no dia 28 de setembro de 2020.
Foi demitido em 17 de novembro, após 10 partidas sem conseguir nenhuma vitória.

### Fortaleza
Em 7 de janeiro de 2021, assinou com o Fortaleza até o fim do ano.
Foi demitido em 24 de abril, após uma eliminação na semifinal da Copa do Nordeste.

### Botafogo
Em 20 de julho de 2021, após um início de campanha abaixo do esperado na Série B, foi contratado pelo Botafogo para buscar o acesso à primeira divisão. Coincidentemente, sucede Marcelo Chamusca, treinador que também sucedeu ao assumir o Fortaleza, alguns meses antes.
Após uma ótima campanha de arrancada, garantiu o acesso do Fogão à Série A de 2022 no dia 15 de novembro, após derrotar o Operário no Estádio Olímpico Nilton Santos.
No dia 21 de novembro, após uma vitória sobre o Brasil de Pelotas, sagrou-se campeão da Série B.

### Retorno ao Bahia
O treinador retornou ao Tricolor de Aço em junho de 2022, após a demissão de Guto Ferreira, chegando para comandar a equipe na Série B. Tricampeão da competição, Enderson assinou contrato válido até dezembro.

### Sport
No dia 18 de novembro de 2022, Enderson foi anunciado pelo Sport para a temporada 2023. Estreou pelo Leão no dia 11 de janeiro, num empate em 1–1 contra o Maguary, fora de casa, válido pelo Campeonato Pernambucano. Conquistou sua primeira vitória pela equipe no jogo seguinte, contra o Petrolina, com um triunfo por 2–0 na Ilha do Retiro.
Depois de uma vertiginosa queda de rendimento no segundo semestre, com o clube deixando o G-4 da Série B, o treinador teve a sua saída confirmada no dia 19 de novembro, deixando o Sport em comum acordo.

### Sporting Cristal
Foi anunciado pelo Sporting Cristal, do Peru, em 24 de novembro de 2023, cinco dias após deixar o Sport. Enderson chegou para substituir o também brasileiro Tiago Nunes, que havia deixado a equipe rumo ao Botafogo. O treinador comandou o time peruano em 19 partidas e perdeu a possibilidade de ganhar o Apertura por conta do saldo de gols, ficando no segundo lugar, atrás do Universitario, que teve um gol a mais. A principal derrota da equipe na temporada foi em fevereiro, quando o Sporting Cristal sofreu uma goleada por 6–1 para o Always Ready, da Bolívia, pela fase preliminar da Libertadores. Três meses depois do time não conseguir os dois principais objetivos do primeiro semestre, o presidente do clube confirmou a saída de Enderson Moreira em maio de 2024. Nos 19 jogos em que comandou a equipe peruana, o treinador obteve 14 vitorias, um empate e quatro derrotas.

### Avaí
Teve a sua contratação oficializada pelo Avaí no dia 5 de agosto de 2024, chegando para substituir Gilmar Dal Pozzo. Sob o comando de Enderson Moreira, o Leão conquistou o Campeonato Catarinense em março de 2025, após superar a Chapecoense na final.

### Retorno ao América Mineiro
No dia 3 de junho de 2025, o América Mineiro anunciou a contratação de Enderson Moreira. O treinador assinou vínculo até o fim da Série B do Campeonato Brasileiro, com possibilidade de extensão por mais uma temporada.
Com os resultados ruins, e o time beirando a zona de rebaixamento da Série B, Enderson foi demitido após a derrota para o Botafogo/SP, no Independência, em 2 de agosto. Nesta passagem, Enderson comandou o time em 10 partidas, com seis derrotas, dois empates e duas vitórias. O trabalho ficou marcado pela perda da invencibilidade do América como mandante, depois de 577 dias sem ser derrotado, jogando em Belo Horizonte.

## Estatísticas como treinador
Atualizadas até 5 de junho de 2024
| Equipe              | Jogos | Vitórias | Empates | Derrotas | Aproveitamento |
| ------------------- | ----- | -------- | ------- | -------- | -------------- |
| Ipatinga            | 7     | 2        | 1       | 4        | 33.33%         |
| Internacional B     | 6     | 3        | 1       | 2        | 55.56%         |
| Fluminense          | 38    | 18       | 6       | 14       | 52.63%         |
| Goiás               | 185   | 96       | 45      | 44       | 60%            |
| Grêmio              | 35    | 19       | 9       | 7        | 62.86%         |
| Santos              | 31    | 16       | 6       | 9        | 58.06%         |
| Atlético Paranaense | 8     | 3        | 3       | 2        | 50%            |
| América Mineiro     | 107   | 41       | 31      | 35       | 47.98%         |
| Bahia               | 76    | 27       | 26      | 23       | 46.93%         |
| Ceará               | 32    | 12       | 9       | 11       | 46.88%         |
| Cruzeiro            | 12    | 6        | 3       | 3        | 58.33%         |
| Fortaleza           | 20    | 11       | 3       | 6        | 60%            |
| Botafogo            | 27    | 16       | 7       | 4        | 67.9%          |
| Sport               | 66    | 39       | 16      | 12       | 67.17%         |
| Sporting Cristal    | 19    | 14       | 1       | 4        | 75.44%         |
| Avaí                | 34    | 13       | 11      | 10       | 49.02%         |
| Total               | 599   | 283      | 152     | 164      | 55.7%          |

## Títulos
Cruzeiro (categorias de base)
- Copa São Paulo de Futebol Júnior: 2007

Goiás
- Campeonato Goiano: 2012, 2013 e 2016
- Campeonato Brasileiro - Série B: 2012

América Mineiro
- Campeonato Brasileiro - Série B: 2017

Botafogo
- Campeonato Brasileiro - Série B: 2021

Sport
- Campeonato Pernambucano: 2023

Avaí
- Campeonato Catarinense: 2025

### Prêmios individuais
- Melhor treinador do Campeonato Goiano: 2012[46]
- Melhor treinador da Copa do Nordeste: 2023[47]